# Conseil régional de Nouvelle-Aquitaine
Mandature 2021-2028
Conseil régional d'Aquitaine
Conseil régional de Poitou-Charentes
Conseil régional du Limousin
Hôtel de région
Le conseil régional de Nouvelle-Aquitaine est l'assemblée délibérante de la région française de Nouvelle-Aquitaine. Le conseil régional est composé de 183 conseillers régionaux élus pour 6 ans et est présidé par le socialiste Alain Rousset.

## Historique
Le conseil régional d’Aquitaine-Limousin-Poitou-Charentes, créé par la loi relative à la délimitation des régions, aux élections régionales et départementales et modifiant le calendrier électoral du 16 janvier 2015 avec effet au 1er janvier 2016, est issu de la fusion des conseils régionaux d’Aquitaine, du Limousin et de Poitou-Charentes, qui comprennent respectivement 85, 43 et 55 élus (soit 183 conseillers régionaux cumulés).
Selon l’article 2 de la loi du 16 janvier 2015, le chef-lieu provisoire de la nouvelle région Aquitaine-Limousin-Poitou-Charentes sera désigné par décret avant le 31 décembre 2015, après avis du conseil municipal et des conseils régionaux concernés ; il devrait être rendu définitif par un décret pris en Conseil d’État avant le 31 octobre 2016.
L’article 5 de cette même loi établit à 183 le nombre de conseillers régionaux ; elle distribue le nombre de candidats par section départementale en vue des élections de décembre 2015 :
- 13 pour la Charente ;
- 22 pour la Charente-Maritime ;
- 10 pour la Corrèze ;
- 6 pour la Creuse ;
- 15 pour la Dordogne ;
- 48 pour la Gironde ;
- 14 pour les Landes ;
- 12 pour le département de Lot-et-Garonne ;
- 23 pour les Pyrénées-Atlantiques ;
- 14 pour les Deux-Sèvres ;
- 16 pour la Vienne ;
- 14 pour la Haute-Vienne.

Il est à noter que ce nombre de candidats par section départementale intègre deux candidats suppléants (article 3 de la loi du 16 janvier 2016 ). Ainsi, le nombre exact d'élus par département siégeant au Conseil Régional sera de 11 pour la Charente, 20 pour la Charente-Maritime, 8 pour la Corrèze, 4 pour la Creuse etc.

## Composition et organisation

### Assemblée régionale
|                                                     |       |       |      |                                                |                                               |
| Président du Conseil régional de Nouvelle-Aquitaine |       |       |      |                                                |                                               |
| Alain Rousset (PS)                                  |       |       |      |                                                |                                               |
| Parti                                               | Sigle | Sigle | Élus | Groupe                                         | Président                                     |
| Majorité (101 sièges)                               |       |       |      |                                                |                                               |
| Parti socialiste                                    |       | PS    | 62   | Parti Socialiste / Place Publique / Apparentés | Martine Pinville (PS)                         |
| Divers gauche                                       |       | DVG   | 18   | Parti Socialiste / Place Publique / Apparentés | Martine Pinville (PS)                         |
| Place publique                                      |       | PP    | 6    | Parti Socialiste / Place Publique / Apparentés | Martine Pinville (PS)                         |
| Parti communiste français                           |       | PCF   | 9    | Communiste, Écologique, Citoyen                | Alain Baché (PCF)                             |
| Divers gauche                                       |       | DVG   | 1    | Communiste, Écologique, Citoyen                | Alain Baché (PCF)                             |
| Parti radical de gauche                             |       | PRG   | 5    | PRG - Le Centre Gauche                         | Jean-Philippe Plez (PRG)                      |
| Opposition (82 sièges)                              |       |       |      |                                                |                                               |
| Rassemblement national                              |       | RN    | 26   | Rassemblement National                         | Edwige Diaz (RN)                              |
| Les Républicains                                    |       | LR    | 18   | Les Républicains                               | Guillaume Guérin (LR)                         |
| Divers droite                                       |       | DVD   | 1    | Les Républicains                               | Guillaume Guérin (LR)                         |
| Les Écologistes                                     |       | LÉ    | 14   | Écologiste, Solidaire et Citoyen               | Christine Graval et Christine Seguinau (EÉLV) |
| Divers écologistes                                  |       | ÉCO   | 3    | Écologiste, Solidaire et Citoyen               | Christine Graval et Christine Seguinau (EÉLV) |
| Génération.s                                        |       | G·s   | 1    | Écologiste, Solidaire et Citoyen               | Christine Graval et Christine Seguinau (EÉLV) |
| Génération écologie                                 |       | GÉ    | 1    | Écologiste, Solidaire et Citoyen               | Christine Graval et Christine Seguinau (EÉLV) |
| Mouvement démocrate                                 |       | MoDem | 5    | Centre et Indépendants                         | Fabien Robert (MoDem)                         |
| Parti radical                                       |       | PR    | 2    | Centre et Indépendants                         | Fabien Robert (MoDem)                         |
| Divers centre                                       |       | DVC   | 2    | Centre et Indépendants                         | Fabien Robert (MoDem)                         |
| Horizons                                            |       | HOR   | 1    | Centre et Indépendants                         | Fabien Robert (MoDem)                         |
| Renaissance                                         |       | REN   | 5    | Renaissance                                    | Florent Boudié (LREM)                         |
| Union des démocrates et indépendants                |       | UDI   | 3    | UDI et Territoires                             | Nathalie Motsch (UDI)                         |

### Liste des élus

#### Mandature 2021-2028
| Département          | Groupe                                         | Nom                       | Parti | Parti          | Autres mandats |
| -------------------- | ---------------------------------------------- | ------------------------- | ----- | -------------- | --- |
| Charente             | Parti Socialiste / Place Publique / Apparentés | Viriginie Lebraud         |       | PP             | Maire de Chirac |
| Charente             | Parti Socialiste / Place Publique / Apparentés | Mathieu Labrousse         |       | PS             | Conseiller municipal de Fléac |
| Charente             | Parti Socialiste / Place Publique / Apparentés | Martine Pinville          |       | PS             | Conseillère municipale d'Angoulême |
| Charente             | Parti Socialiste / Place Publique / Apparentés | Patrice Boutenègre        |       | DVG            | Maire de Saint-Adjutory |
| Charente             | Communiste, Écologique, Citoyen                | Edwige Gagneur            |       | PCF            | |
| Charente             | Rassemblement national                         | Caroline Colombier        |       | RN             | |
| Charente             | Centre et Indépendants                         | Xavier Bonnefont          |       | HOR            | Maire d'Angoulême |
| Charente             | Écologiste, Solidaire et Citoyen               | Françoise Coutant         |       | LÉ             | Conseillère municipale d'Angoulême |
| Charente             | Les Républicains                               | Thomas Chevalérias        |       | LR             | |
| Charente-Maritime    | Parti Socialiste / Place Publique / Apparentés | Gérard Blanchard          |       | DVG            | |
| Charente-Maritime    | Parti Socialiste / Place Publique / Apparentés | Françoise Mesnard         |       | PS             | Maire de Saint-Jean-d'Angély |
| Charente-Maritime    | Communiste, Écologique, Citoyen                | Brahim Jlalji             |       | PCF            | |
| Charente-Maritime    | Parti Socialiste / Place Publique / Apparentés | Margarita Sola            |       | PS             | Conseillère municipale de Saintes |
| Charente-Maritime    | Parti Socialiste / Place Publique / Apparentés | Jacky Emon                |       | DVG            | |
| Charente-Maritime    | Parti Socialiste / Place Publique / Apparentés | Joëlle Marie-Reine-Sciard |       | PP             | |
| Charente-Maritime    | Parti Socialiste / Place Publique / Apparentés | Rémi Justinien            |       | PS             | Adjoint au maire de Tonnay-Charente                                                                                                   |
| Charente-Maritime    | PRG - Le Centre Gauche                         | Élise Laurent-Guegan      |       | PRG            | |
| Charente-Maritime    | PRG - Le Centre Gauche                         | Jean-Philippe Plez        |       | PRG            | Adjoint au maire de La Rochelle |
| Charente-Maritime    | Rassemblement national                         | Pascal Markowsky          |       | RN             | Conseiller municipal de Saint-Georges-d'Oléron                                                                                        |
| Charente-Maritime    | Rassemblement national                         | Séverine Werbrouck        |       | RN             | Conseillère municipale de Saint-Pierre-d'Oléron                                                                                       |
| Charente-Maritime    | Rassemblement national                         | Richard Guérit            |       | RN             | Conseiller municipal de Marennes-Hiers-Brouage                                                                                        |
| Charente-Maritime    | Rassemblement national                         | Nathalie Collard          |       | RN             | |
| Charente-Maritime    | Centre et Indépendants                         | Daniel Dartigolles        |       | MoDem          | |
| Charente-Maritime    | UDI et Territoires                             | Marie-Line Cheminade      |       | UDI            | Première adjointe au maire de Saintes                                                                                                 |
| Charente-Maritime    | Les Républicains                               | David Labiche             |       | LR             | Adjoint au maire de Châtelaillon-Plage                                                                                                |
| Charente-Maritime    | Les Républicains                               | Yann Rivière              |       | LR             | |
| Charente-Maritime    | Les Républicains                               | Véronique Laprée          |       | DVD            | Adjointe au maire de Meursac |
| Charente-Maritime    | Écologiste, Solidaire et Citoyen               | Stéphane Trifiletti       |       | LÉ             | Conseiller municipal de Port-d'Envaux                                                                                                 |
| Charente-Maritime    | Écologiste, Solidaire et Citoyen               | Katia Bourdin             |       | LÉ             | |
| Corrèze              | Parti Socialiste / Place Publique / Apparentés | Philippe Nauche           |       | PS             | |
| Corrèze              | Communiste, Écologique, Citoyen                | Annabelle Reydy           |       | DVG (app. PCF) | |
| Corrèze              | Parti Socialiste / Place Publique / Apparentés | Pascal Cavitte            |       | PS             | Conseiller municipal délégué de Tulle                                                                                                 |
| Corrèze              | Parti Socialiste / Place Publique / Apparentés | Françoise Serre           |       | PS             | Première adjointe au maire de Chanteix                                                                                                |
| Corrèze              | Les Républicains                               | Pascal Coste              |       | LR             | Président du conseil départemental, conseiller départemental du canton du Midi corrézien                                              |
| Corrèze              | Les Républicains                               | Sandra Delibit            |       | LR             | Adjointe au maire d'Ussel |
| Corrèze              | Rassemblement national                         | Valéry Élophe             |       | RN             | |
| Corrèze              | Écologiste, Solidaire et Citoyen               | Brigitte-Amandine Dewaele |       | LÉ             | |
| Creuse               | Parti Socialiste / Place Publique / Apparentés | Étienne Lejeune           |       | PS             | Maire de La Souterraine |
| Creuse               | Parti Socialiste / Place Publique / Apparentés | Geneviève Barat           |       | PS             | Maire de Saint-Germain-Beaupré |
| Creuse               | Parti Socialiste / Place Publique / Apparentés | Philippe Lafrique         |       | DVG            | |
| Creuse               | Parti Socialiste / Place Publique / Apparentés | Marie-Hélène Michon       |       | DVG            | Maire de Flayat |
| Dordogne             | Parti Socialiste / Place Publique / Apparentés | Delphine Labails          |       | PS             | Maire de Périgueux |
| Dordogne             | Parti Socialiste / Place Publique / Apparentés | Christophe Cathus         |       | PS             | Maire de Calès |
| Dordogne             | Parti Socialiste / Place Publique / Apparentés | Colette Langlade          |       | PS             | Conseillère municipale de Thiviers |
| Dordogne             | Parti Socialiste / Place Publique / Apparentés | Benjamin Delrieux         |       | PS             | Conseiller municipal de Siorac-en-Périgord                                                                                            |
| Dordogne             | Communiste, Écologique, Citoyen                | Fanny Castaignède         |       | PCF            | |
| Dordogne             | Parti Socialiste / Place Publique / Apparentés | Jean-Pierre Raynaud       |       | PS             | |
| Dordogne             | PRG - Le Centre Gauche                         | Jacqueline Simonnet       |       | PRG            | Conseillère municipale de Bergerac |
| Dordogne             | Parti Socialiste / Place Publique / Apparentés | Nicolas Platon            |       | PS             | Maire de Ribérac |
| Dordogne             | Parti Socialiste / Place Publique / Apparentés | Nathalie Arnaud           |       | PS             | Première adjointe au maire de Marsac-sur-l'Isle                                                                                       |
| Dordogne             | Rassemblement national                         | Jacques Colombier         |       | RN             | |
| Dordogne             | Rassemblement national                         | Florence Joubert          |       | RN             | |
| Dordogne             | Les Républicains                               | Jonathan Prioleaud        |       | LR             | Maire de Bergerac |
| Dordogne             | Écologiste, Solidaire et Citoyen               | Marilyne Forgeneuf        |       | LÉ             | Adjointe au maire de Saint-Estèphe |
| Dordogne             | Renaissance                                    | Jérôme Peyrat             |       | REN            | Maire de La Roque-Gageac |
| Gironde              | Parti Socialiste / Place Publique / Apparentés | Alain Rousset             |       | PS             | |
| Gironde              | Parti Socialiste / Place Publique / Apparentés | Marie-Laure Cuvelier      |       | DVG            | |
| Gironde              | Parti Socialiste / Place Publique / Apparentés | Gilles Bœuf               |       | DVG            | |
| Gironde              | Parti Socialiste / Place Publique / Apparentés | Laurence Rouède           |       | PS             | Première adjointe au maire de Libourne                                                                                                |
| Gironde              | Parti Socialiste / Place Publique / Apparentés | Jean-Louis Nembrini       |       | PS             | |
| Gironde              | Parti Socialiste / Place Publique / Apparentés | Françoise Jeanson         |       | PS             | |
| Gironde              | Parti Socialiste / Place Publique / Apparentés | Mathieu Hazouard          |       | PS             | Adjoint au maire de Bordeaux |
| Gironde              | Parti Socialiste / Place Publique / Apparentés | Lydia Héraud              |       | PS             | Adjointe au maire de Val-de-Livenne, maire de la commune déléguée de Marcillac, Présidente de la Communauté de communes de l'Estuaire |
| Gironde              | Parti Socialiste / Place Publique / Apparentés | Henri Sabarot             |       | DVG            | Président du syndicat Pays Médoc et du Parc naturel régional du Médoc ; ancien maire de Carcans (1995-2016)                           |
| Gironde              | Communiste, Écologique, Citoyen                | Isabelle Taris            |       | PCF            | Conseillère municipale de Bègles |
| Gironde              | Parti Socialiste / Place Publique / Apparentés | Jérôme Guillem            |       | PS             | Maire de Langon, Président de la Communauté de communes du Sud Gironde                                                                |
| Gironde              | Parti Socialiste / Place Publique / Apparentés | Yasmina Boultam           |       | PS             | Adjointe au maire de Lormont |
| Gironde              | PRG - Le Centre Gauche                         | Francis Wilsius           |       | PRG            | |
| Gironde              | Parti Socialiste / Place Publique / Apparentés | Sandrine Hernandez        |       | PP             | Conseillère municipale de Saint-André-de-Cubzac                                                                                       |
| Gironde              | Parti Socialiste / Place Publique / Apparentés | Thierry Trijoulet         |       | PS             | Premier adjoint au maire de Mérignac                                                                                                  |
| Gironde              | Parti Socialiste / Place Publique / Apparentés | Nathalie Le Yondre        |       | PS             | Maire d'Audenge |
| Gironde              | Parti Socialiste / Place Publique / Apparentés | Patrick Guillemoteau      |       | PS             | |
| Gironde              | Parti Socialiste / Place Publique / Apparentés | Stéphanie Anfray          |       | PS             | Conseillère municipale de Villenave-d'Ornon                                                                                           |
| Gironde              | Parti Socialiste / Place Publique / Apparentés | Dominique Astier          |       | PS             | Adjoint au maire de Cenon |
| Gironde              | Parti Socialiste / Place Publique / Apparentés | Pascale Bousquet-Pitt     |       | PS             | Adjointe au maire de Caudéran |
| Gironde              | Communiste, Écologique, Citoyen                | Frédéric Mellier          |       | PCF            | |
| Gironde              | Parti Socialiste / Place Publique / Apparentés | Claire Jacquinet          |       | DVG            | |
| Gironde              | Parti Socialiste / Place Publique / Apparentés | Baptiste Maurin           |       | PS             | Conseiller municipal délégué de Pessac                                                                                                |
| Gironde              | Parti Socialiste / Place Publique / Apparentés | Virginie Lenoir           |       | PS             | Conseillère municipale déléguée de Blanquefort                                                                                        |
| Gironde              | Parti Socialiste / Place Publique / Apparentés | Michel Durrieu            |       | PS             | |
| Gironde              | Parti Socialiste / Place Publique / Apparentés | Isabelle Boudineau        |       | PS             | |
| Gironde              | Rassemblement national                         | Edwige Diaz               |       | RN             | Conseillère municipale de Saint-Savin, députée                                                                                        |
| Gironde              | Rassemblement national                         | Laurent Lamara            |       | RN             | |
| Gironde              | Rassemblement national                         | Damien Obrador            |       | RN             | Conseiller municipal de Cabanac-et-Villagrains                                                                                        |
| Gironde              | Rassemblement national                         | Pauline Garraud           |       | RN             | |
| Gironde              | Rassemblement national                         | Bruno Paluteau            |       | RN             | |
| Gironde              | Rassemblement national                         | Sandrine Chadourne        |       | RN             | Conseillère municipale de Pineuilh |
| Gironde              | Rassemblement national                         | Pierre Le Camus           |       | RN             | |
| Gironde              | Rassemblement national                         | Laurence Veyssière        |       | RN             | |
| Gironde              | Écologiste, Solidaire et Citoyen               | Anne-Laure Bedu           |       | GÉ             | |
| Gironde              | Écologiste, Solidaire et Citoyen               | Vital Baude               |       | LÉ             | |
| Gironde              | Écologiste, Solidaire et Citoyen               | Christine Seguinau        |       | LÉ             | |
| Gironde              | Écologiste, Solidaire et Citoyen               | Karfa Diallo              |       | ÉCO            | |
| Gironde              | Écologiste, Solidaire et Citoyen               | Émilie Sarrazin           |       | ÉCO            | |
| Gironde              | Les Républicains                               | Yves Foulon               |       | LR             | Maire d'Arcachon |
| Gironde              | Les Républicains                               | Muriel Boulmier           |       | LR             | |
| Gironde              | Les Républicains                               | Hélène Estrade            |       | LR             | Maire de Lapouyade |
| Gironde              | Les Républicains                               | Christophe Duprat         |       | LR             | Maire de Saint-Aubin-de-Médoc |
| Gironde              | Les Républicains                               | Marie-Hélène Villanove    |       | LR             | Conseillère municipale déléguée de Bordeaux                                                                                           |
| Gironde              | Renaissance                                    | Florent Boudié            |       | REN            | Député |
| Gironde              | Renaissance                                    | Véronique Hammerer        |       | REN-TdP        | Députée |
| Gironde              | Centre et Indépendants                         | Fabien Robert             |       | MoDem          | Conseiller municipal de Bordeaux |
| Gironde              | Centre et Indépendants                         | Christelle Lapouge        |       | PR             | Adjointe au maire de Salleboeuf |
| Landes               | Parti Socialiste / Place Publique / Apparentés | Renaud Lagrave            |       | PS             | |
| Landes               | Parti Socialiste / Place Publique / Apparentés | Frédérique Charpenel      |       | PS             | Maire de Soustons |
| Landes               | Parti Socialiste / Place Publique / Apparentés | Éric Sargiacomo           |       | PS             | Député européen |
| Landes               | Parti Socialiste / Place Publique / Apparentés | Marie-Laure Lafargue      |       | DVG            | |
| Landes               | Communiste, Écologique, Citoyen                | Alain Baché               |       | PCF            | Conseiller municipal de Mont-de-Marsan                                                                                                |
| Landes               | Parti Socialiste / Place Publique / Apparentés | Maryline Beyris           |       | PS             | |
| Landes               | Parti Socialiste / Place Publique / Apparentés | Julien Bazus              |       | PS             | Maire de Saint-Paul-lès-Dax |
| Landes               | Parti Socialiste / Place Publique / Apparentés | Serge Sore                |       | PS             | Maire de Luxey |
| Landes               | Parti Socialiste / Place Publique / Apparentés | Sophie Weber              |       | DVG            | Conseillère municipale de Mimizan |
| Landes               | Centre et Indépendants                         | Elodie Bourrel            |       | DVC            | Conseillère municipale de Mimizan |
| Landes               | UDI et Territoires                             | Guillaume Laussu          |       | UDI            | Adjoint au maire de Dax |
| Landes               | Centre et Indépendants                         | Pascale Requenna          |       | MoDem          | Maire de Hagetmau, Présidente de la Communauté de communes Chalosse Tursan                                                            |
| Landes               | Rassemblement national                         | Michel Dufay              |       | RN             | |
| Landes               | Rassemblement national                         | Sylvie Franceschini       |       | RN             | |
| Landes               | Écologiste, Solidaire et Citoyen               | Laurence Motoman          |       | LÉ             | |
| Landes               | Les Républicains                               | Arnaud Tauzin             |       | LR             | Maire de Saint-Sever |
| Lot-et-Garonne       | Parti Socialiste / Place Publique / Apparentés | Sandrine Laffore          |       | PS             | Conseillère municipale de Montagnac-sur-Auvignon                                                                                      |
| Lot-et-Garonne       | Parti Socialiste / Place Publique / Apparentés | Guillaume Moliérac        |       | PS             | Maire de Villeréal |
| Lot-et-Garonne       | Parti Socialiste / Place Publique / Apparentés | Maud Caruhel              |       | PS             | Conseillère municipale de Marmande |
| Lot-et-Garonne       | PRG - Le Centre Gauche                         | Jean-Luc Armand           |       | PRG            | Maire de Cocumont |
| Lot-et-Garonne       | Parti Socialiste / Place Publique / Apparentés | Delphine Eychenne         |       | DVG            | Adjointe au maire du Passage |
| Lot-et-Garonne       | Rassemblement national                         | Sébastien Delbosq         |       | RN             | |
| Lot-et-Garonne       | Rassemblement national                         | Annick Cousin             |       | RN             | Députée |
| Lot-et-Garonne       | Les Républicains                               | Marie Costes              |       | LR-LMR         | Maire de Saint-Front-sur-Lémance |
| Lot-et-Garonne       | Centre et Indépendants                         | Jean Dionis du Séjour     |       | MoDem          | Maire d'Agen, Président de l'Agglomération d'Agen                                                                                     |
| Lot-et-Garonne       | Écologiste, Solidaire et Citoyen               | Maryse Combres            |       | LÉ             | Conseillère municipale d'Agen |
| Pyrénées-Atlantiques | Parti Socialiste / Place Publique / Apparentés | Bernard Uthurry           |       | PS             | Maire d'Oloron-Sainte-Marie, Président de la Communauté de communes du Haut Béarn                                                     |
| Pyrénées-Atlantiques | Parti Socialiste / Place Publique / Apparentés | Sandrine Derville         |       | PS             | Conseillère municipale d'Anglet |
| Pyrénées-Atlantiques | Parti Socialiste / Place Publique / Apparentés | Jean-Marie Bergeret-Tercq |       | PS             | Maire d'Artix |
| Pyrénées-Atlantiques | Parti Socialiste / Place Publique / Apparentés | Frédérique Espagnac       |       | PS             | Sénatrice |
| Pyrénées-Atlantiques | Parti Socialiste / Place Publique / Apparentés | Mathieu Bergé             |       | DVG            | Conseiller municipal de Bayonne |
| Pyrénées-Atlantiques | Parti Socialiste / Place Publique / Apparentés | Émilie Dutoya             |       | PS             | Adjointe au maire de Ciboure |
| Pyrénées-Atlantiques | Parti Socialiste / Place Publique / Apparentés | Andde Sainte-Marie        |       | PS             | |
| Pyrénées-Atlantiques | Communiste, Écologique, Citoyen                | Isabelle Larrouy          |       | PCF            | |
| Pyrénées-Atlantiques | Parti Socialiste / Place Publique / Apparentés | Pierre Chéret             |       | PS             | |
| Pyrénées-Atlantiques | Parti Socialiste / Place Publique / Apparentés | Charline Claveau          |       | PS             | |
| Pyrénées-Atlantiques | Parti Socialiste / Place Publique / Apparentés | Florent Lacarrère         |       | PS             | Maire de Labatmale |
| Pyrénées-Atlantiques | Parti Socialiste / Place Publique / Apparentés | Émilie Alonso             |       | PS             | |
| Pyrénées-Atlantiques | Parti Socialiste / Place Publique / Apparentés | Bixente Etcheçaharreta    |       | DVG            | |
| Pyrénées-Atlantiques | Communiste, Écologique, Citoyen                | Béatrice Tariol           |       | PCF            | |
| Pyrénées-Atlantiques | Écologiste, Solidaire et Citoyen               | Jean-François Blanco      |       | LÉ             | Conseiller municipal de Pau |
| Pyrénées-Atlantiques | Écologiste, Solidaire et Citoyen               | Sophie Bussière           |       | LÉ             | |
| Pyrénées-Atlantiques | Écologiste, Solidaire et Citoyen               | Didier Damestoy           |       | G·s            | |
| Pyrénées-Atlantiques | Centre et Indépendants                         | Laurence Farreng          |       | MoDem          | Députée européenne, conseillère municipale de Pau                                                                                     |
| Pyrénées-Atlantiques | Centre et Indépendants                         | Christian Devèze          |       | DVC            | Maire de Cambo-les-Bains |
| Pyrénées-Atlantiques | UDI et Territoires                             | Nathalie Motsch           |       | UDI            | Conseillère municipale de Biarritz |
| Pyrénées-Atlantiques | Rassemblement national                         | François Verrière         |       | RN             | |
| Pyrénées-Atlantiques | Rassemblement national                         | Frédérique Joint          |       | RN             | |
| Pyrénées-Atlantiques | Les Républicains                               | Maïder Arosteguy          |       | LR             | Maire de Biarritz |
| Pyrénées-Atlantiques | Les Républicains                               | Marc Oxibar               |       | LR             | Maire d'Ogeu-les-Bains |
| Deux-Sèvres          | Parti Socialiste / Place Publique / Apparentés | Guillaume Riou            |       | DVG            | Adjoint au maire de Marigny |
| Deux-Sèvres          | Parti Socialiste / Place Publique / Apparentés | Nathalie Lanzi            |       | PS             | |
| Deux-Sèvres          | Parti Socialiste / Place Publique / Apparentés | Pascal Duforestel         |       | PP             | |
| Deux-Sèvres          | Parti Socialiste / Place Publique / Apparentés | Christelle Chassagne      |       | DVG            | Adjointe au maire de Niort |
| Deux-Sèvres          | Parti Socialiste / Place Publique / Apparentés | Emmanuel Charré           |       | PS             | Premier adjoint au maire de Thouars                                                                                                   |
| Deux-Sèvres          | Écologiste, Solidaire et Citoyen               | Nicolas Gamache           |       | LÉ             | Maire des Châteliers |
| Deux-Sèvres          | Rassemblement national                         | Olivier Guibert           |       | RN             | Conseiller municipal de Saint-Yzan-de-Soudiac                                                                                         |
| Deux-Sèvres          | Centre et Indépendants                         | Marie Jarry               |       | PR             | Conseillère municipale de Bressuire, vice-présidente de l'Agglomération 2B                                                            |
| Deux-Sèvres          | Les Républicains                               | Armelle Cassin            |       | LR             | Maire d'Argentonnay |
| Vienne               | Parti Socialiste / Place Publique / Apparentés | Karine Desroses           |       | DVG            | |
| Vienne               | Parti Socialiste / Place Publique / Apparentés | Benoît Tirant             |       | PP             | |
| Vienne               | Parti Socialiste / Place Publique / Apparentés | Laurence Vallois-Rouet    |       | PS             | |
| Vienne               | Parti Socialiste / Place Publique / Apparentés | Yves Trousselle           |       | PP             | Conseiller municipal de Châtellerault                                                                                                 |
| Vienne               | Parti Socialiste / Place Publique / Apparentés | Reine-Marie Waszak        |       | PS             | Conseillère municipale de Montmorillon                                                                                                |
| Vienne               | Rassemblement national                         | Éric Soulat               |       | RN             | |
| Vienne               | Rassemblement national                         | Marion Latus              |       | RN             | Conseillère municipale de Châtellerault                                                                                               |
| Vienne               | Écologiste, Solidaire et Citoyen               | Christine Graval          |       | ÉCO            | |
| Vienne               | Écologiste, Solidaire et Citoyen               | Thierry Perreau           |       | LÉ             | |
| Vienne               | Renaissance                                    | Françoise Ballet-Blu      |       | REN            | Députée |
| Vienne               | Les Républicains                               | Ronan Nédélec             |       | LR             | |
| Haute-Vienne         | Parti Socialiste / Place Publique / Apparentés | Andréa Brouille           |       | PS             | Maire de Bessines-sur-Gartempe |
| Haute-Vienne         | Parti Socialiste / Place Publique / Apparentés | François Vincent          |       | PS             | |
| Haute-Vienne         | Parti Socialiste / Place Publique / Apparentés | Mélanie Plazanet          |       | DVG            | Maire d'Eymoutiers |
| Haute-Vienne         | Parti Socialiste / Place Publique / Apparentés | Thibault Bergeron         |       | PS             | Conseiller municipal de Limoges |
| Haute-Vienne         | Communiste, Écologique, Citoyen                | Catherine La Dune         |       | PCF            | |
| Haute-Vienne         | Parti Socialiste / Place Publique / Apparentés | Alain Darbon              |       | PS             | Maire de Saint-Léonard-de-Noblat |
| Haute-Vienne         | Rassemblement national                         | Albin Freychet            |       | RN             | |
| Haute-Vienne         | Écologiste, Solidaire et Citoyen               | Jean-Louis Pagès          |       | LÉ             | |
| Haute-Vienne         | Les Républicains                               | Guillaume Guérin          |       | LR             | Président de Limoges Métropole, adjoint au maire de Limoges                                                                           |
| Haute-Vienne         | Renaissance                                    | Marie-Ange Magne          |       | REN            | Députée |

### Exécutif

#### Président
Alain Rousset a été élu premier président du Conseil régional lors de la séance d'installation le lundi 4 janvier 2016. Jacques Colombier, chef de file du Front national, était également candidat à la présidence, alors que la tête de liste de la droite Virginie Calmels n'avait pas postulé. 
|                | Alain Rousset     | PS - PRG - EELV | 108 |  |  |  |  |  |
|                | Jacques Colombier | FN              | 29  |  |  |  |  |  |
|                |                   |                 |     |  |  |  |  |  |
| Inscrits       | Inscrits          | Inscrits        | 183 |  |  |  |  |  |
| Abstention     | Abstention        | Abstention      | 0   |  |  |  |  |  |
| Votants        | Votants           | Votants         | 183 |  |  |  |  |  |
| Blancs et nuls | Blancs et nuls    | Blancs et nuls  | 46  |  |  |  |  |  |
| Exprimés       | Exprimés          | Exprimés        | 137 |  |  |  |  |  |

#### Vice-présidents

##### Mandature 2021-2028
Le 2 juillet 2021, Alain Rousset, élu président de la Région Nouvelle-Aquitaine lors de la séance plénière d'installation de la mandature 2021-2028, a nommé les 15 vice-présidents du conseil régional.
| N°                  | Conseiller régional | Conseiller régional | Parti | Délégation | Département d'élection |
| ------------------- | ------------------- | ------------------- | ----- | --- | ---------------------- |
| 1re vice-présidence |                     | Andréa Brouille     | PS    | Chargée du développement économique, de l'innovation et de l'accompagnement de la RSE des entreprises.             | Haute-Vienne           |
| 2e vice-présidence  |                     | Jean-Louis Nembrini | PS    | Chargé de l'orientation, de l'éducation et de la Jeunesse.                                                         | Gironde                |
| 3e vice-présidence  |                     | Karine Desroses     | PS    | Chargée de la formation professionnelle, de l'apprentissage et de l'emploi.                                        | Vienne                 |
| 4e vice-présidence  |                     | Guillaume Riou      | PS    | Chargé de la transition écologique et énergétique et de Néo Terra.                                                 | Deux-Sèvres            |
| 5e vice-présidence  |                     | Françoise Jeanson   | PS    | Chargée de la santé et de la Silver économie.                                                                      | Gironde                |
| 6e vice-présidence  |                     | Philippe Nauche     | PS    | Chargé du tourisme, de l'économie territoriale et de l'intelligence économique                                     | Corrèze                |
| 7e vice-présidence  |                     | Sandrine Derville   | PS    | Chargée des finances, de l'administration générale, de la modernisation et de l'ouverture de l'action régionale.   | Pyrénées-Atlantiques   |
| 8e vice-présidence  |                     | Renaud Lagrave      | PS    | Chargé des mobilités.                                                                                              | Landes                 |
| 9e vice-présidence  |                     | Laurence Rouède     | PS    | Chargée du développement et de l'équité des territoires et des contractualisations.                                | Gironde                |
| 10e vice-présidence |                     | Gérard Blanchard    | PS    | Chargé de l'enseignement supérieur et de la recherche.                                                             | Charente-Maritime      |
| 11e vice-présidence |                     | Catherine La Dune   | PCF   | Chargée du handicap, de l'égalité et de la lutte contre les discriminations.                                       | Haute-Vienne           |
| 12e vice-présidence |                     | Jean-Pierre Raynaud | PS    | Chargé de l'agriculture, de la transition agro-écologique, de l'agroalimentaire, de la forêt, la mer, la montagne. | Dordogne               |
| 13e vice-présidence |                     | Maud Caruhel        | PS    | Chargée l'économie sociale et solidaire, de l'insertion, de l'économie circulaire et des déchets.                  | Lot-et-Garonne         |
| 14e vice-présidence |                     | Philippe Lafrique   | PS    | Chargé du sport et de la vie associative.                                                                          | Creuse                 |
| 15e vice-présidence |                     | Charline Claveau    | PS    | Chargée de la culture, du patrimoine et des langues régionales.                                                    | Pyrénées-Atlantiques   |

#### Délégations

##### Mandature 2021-2028
Lors de sa conférence de presse de rentrée ce vendredi 17 septembre 2021 à Bordeaux, Alain Rousset, président du Conseil régional de Nouvelle-Aquitaine, a présenté les délégations confiées aux conseillers régionaux.
| - Délégations auprès du Président - Conseiller spécial (« One Health », santé-environnement) : Gilles Bœuf (DVG, 33) - Conseiller délégué aux enjeux numériques : Mathieu Hazouard (PS, 33) - Conseillère déléguée à l'Europe et aux coopérations européennes : Mathieu Hazouard(PS, 33) - Conseiller délégué à la coopération territoriale européenne, à l'Eurorégion, aux ports et aéroports : Mathieu Bergé (DVG, 64) - Conseiller délégué à la communication - Porte-parole : Bixente Etcheçaharreta (DVG, 64) - Conseiller délégué à la forêt, au bois, au littoral : Henri Sabarot (DVG, 33) - Questeur : Pierre Chéret (DVG, 64) - Conseiller délégué à la coopération internationale : Pascal Duforestel (PP, 79) - Délégations auprès des Vice-présidents - 1re Vice-Présidence : Développement économique, innovation et accompagnement de la responsabilité sociétale des entreprises et international - Andréa Brouille - Conseiller délégué aux entreprises en retournement : Francis Wilsius (PRG, 33) - Conseiller délégué aux fonds propres : Bernard Uthurry (PS, 64) - Conseiller délégué à la responsabilité sociétale des entreprises : Yves Trousselle (PS, 86) - Conseillère régionale à l’international : Frédérique Charpenel (PS, 64) - 2e Vice-Présidence : Orientation, éducation, jeunesse - Jean-Louis Nembrini - Conseiller délégué à l'orientation et à la première insertion : Pascal Cavitte (PS, 19) - Conseillère déléguée à la jeunesse et à la mobilité des jeunes : Nathalie Lanzi (PS, 79) - Conseillère déléguée à l'ambition éducative et territoriale : Yasmina Boultam (PS, 33) - Conseillère déléguée à la promotion sociale dans l'éducation : Stéphanie Anfray (PS, 33) - 3e Vice-Présidence : Formation professionnelle, apprentissage, emploi - Karine Desroses - Conseiller délégué à l'accès à la formation : Thibault Bergeron (PS, 87) - Conseillère déléguée à l'accès à l'emploi et la sécurisation des parcours : Delphine Eychenne (DVG, 47) - Conseillère déléguée à l'accès à la formation pour les personnes en situation de handicap : Edwige Gagneur (PCF, 16) - 4e Vice-Présidence : Transition écologique et énergétique, Néo Terra - Guillaume Riou - Conseiller délégué à l'eau, aux continuités écologiques, à la chasse et à la pêche : Mathieu Labrousse(PS, 16) - Conseiller délégué à la montagne, au pastoralisme et au patrimoine naturel : Andde Sainte-Marie (PS, 33) - 5e Vice-Présidence : Santé et silver économie - Françoise Jeanson - Conseiller délégué au thermalisme : Julien Bazus (PS, 33) - Conseillère déléguée à la prévention en santé, sport-santé, santé des jeunes et des personnes précaires : Marie-Laure Lafargue (DVG, 40) - 6e Vice-Présidence : Tourisme, économie territoriale, intelligence économique - Philippe Nauche - Conseiller délégué à la structuration et au développement touristique : Michel Durrieu (PS, 33) - Conseillère déléguée au tourisme responsable et social, itinérances : Sandrine Laffore (PS, 47) - Conseillère déléguée à la transmission, à la reprise d'entreprises : Colette Langlade (PS, 24) | - 7e Vice-Présidence : Finances, administration générale, modernisation et ouverture de l’action régionale - Sandrine Derville - Conseillère déléguée à l’ouverture de l’action régionale : Marie-Laure Cuvelier (DVG, 33) - Conseiller délégué à l'hygiène, sécurité et conditions de travail : Dominique Astier (PS, 33) - 8e Vice-Présidence : Mobilités - Renaud Lagrave - Conseiller délégué aux TER : Jacky Emon (DVG, 17) - Conseiller délégué aux gares, aux haltes et à l'intermodalité : Etienne Lejeune (PS, 23) - 9e Vice-Présidence : Développement et équité des territoires, contractualisations - Laurence Rouede - Conseiller délégué à la politique de la Ville : Benoît Tirant (PP, 86) - Conseiller délégué au logement, au logement des jeunes, à l'habitat et l'efficacité énergétique des bâtiments : Florent Lacarrère (PS, 64) - Conseillère déléguée à la revitalisation des centres-bourgs, au foncier et à l'urbanisme : Sandrine Hernandez (PP, 33) - 11e Vice-Présidence : Handicap, égalité, lutte contre les discriminations - Catherine La Dune - Conseillère déléguée à l'égalité femme-homme, à la lutte contre les violences : Laurence Vallois-Rouet (PS, 86) - 12e Vice-Présidence : Agriculture, de la transition agro-écologique, de l'agroalimentaire, de la forêt, la mer, la montagne - Jean-Pierre Raynaud - Conseillère déléguée à l'agriculture biologique, à la transmission, à l'installation dans l'agriculture et au foncier agricole : Virginie Lebraud (PP, 16) - Conseillère déléguée à la ruralité, aux circuits courts et à la feuille de route alimentation : Geneviève Barat (PS, 23) - Conseillère déléguée à la viticulture, à Vitirev : Lydia Héraud (PS, 33) - Conseillère déléguée à la pêche maritime, pisciculture et conchyliculture : Emilie Dutoya (PS, 64) - 13e Vice-Présidence : ESS, insertion, économie circulaire, déchets - Maud Caruhel - Conseiller délégué à l'économie circulaire et aux déchets : Jérôme Guillem (PS, 33) - Conseillère déléguée à l'innovation sociale : Emilie Alonso (PS, 64) - 14e Vice-Présidence : Sport et vie associative - Philippe Lafrique - Conseiller délégué au développement des pratiques sportives : Alain Baché (PCF, 40) - 15e Vice-Présidence : Culture, patrimoine et langues régionales - Charline Claveau - Conseiller délégué aux langues régionales : Jean-Luc Armand (PRG, 47) - Conseiller délégué au patrimoine : Christophe Cathus (PS, 24) - Conseiller délégué à la francophonie : Brahim Jlalji (PCF, 17) |

## Budget 2019
Source Nouvelle-Aquitaine :

### Recettes
| Domaines de recettes                                   | Montants (arrondis) en millions d'euros | %      |
| ------------------------------------------------------ | --------------------------------------- | ------ |
| Dotations de l'État                                    | 95,6                                    | 3      |
| Emprunt                                                | 523,3                                   | 16     |
| Fiscalité et DCRTP                                     | 1 924,2                                 | 61     |
| Financement formation professionnelle et apprentissage | 378,4                                   | 12     |
| Autres recettes                                        | 248,9                                   | 8      |
| Total des recettes                                     | 3 170,4                                 | 100,00 |

### Dépenses
| Domaines de dépenses                 | Montants (arrondis) en millions d'euros | %      |
| ------------------------------------ | --------------------------------------- | ------ |
| Aménagement du territoire            | 587,3                                   | 18,1   |
| Jeunesse                             | 1 078,4                                 | 33,3   |
| Transition énergétique et écologique | 412,3                                   | 12,7   |
| Développement économique et emploi   | 565,1                                   | 17,5   |
| Administration générale              | 457,7                                   | 14,1   |
| Fonds européens                      | 137,9                                   | 4,3    |
| Total des dépenses                   | 3 238,7                                 | 100,00 |

## Compétences
La loi du 7 août 2015 portant nouvelle organisation territoriale de la République (NOTRe) précise les compétences de la région : 
Le conseil régional a compétence pour promouvoir : le développement économique, social, sanitaire, culturel et scientifique de la région, le soutien à l’accès au logement et à l’amélioration de l’habitat, le soutien à la politique de la ville et à la rénovation urbaine et le soutien aux politiques d’éducation et l’aménagement et l’égalité de ses territoires, ainsi que pour assurer la préservation de son identité et la promotion des langues régionales, dans le respect de l’intégrité, de l’autonomie et des attributions des départements et des communes". Les régions gèrent les fonds européens dédiés aux régions depuis la loi Maptam de 2014.

### Les transports
Gestion des ports et des aéroports, des Trains Express Régionaux (TER), des transports routiers interurbains et scolaires, de la voirie, des gares publiques routières… Les régions sont devenues des autorités organisatrices de transport de plein exercice.

### Les lycées
Construction, entretien et fonctionnement des lycées d’enseignement général et des lycées et établissements d’enseignement agricole. 

### La formation professionnelle
Insertion des jeunes en difficulté, formation des demandeurs d’emplois, gestion de l’apprentissage et des formations en alternance… L’ensemble de la compétence formation a été transféré aux régions (service public régional de l’orientation et de la formation professionnelle, recours aux habilitations, formation des publics spécifiques…).

### L’aménagement du territoire et l’environnement
Gestion des déchets, des parcs naturels régionaux, développement rural et urbain, plan régional pour la qualité de l’air… La région est aussi responsable du schéma régional d’aménagement, de développement durable et d’égalité des territoires (SRADDET). Il fixe les objectifs en matière d’équilibre et d’égalité des territoires, d’implantation des différentes infrastructures d’intérêt régional, de désenclavement des territoires ruraux, d’habitat, de gestion économe de l’espace, d’intermodalité et de développement des transports.

### Le développement économique
Animation des pôles de compétitivité, aides au tissu économique et mise en œuvre du schéma régional de développement économique, d’innovation et d’internationalisation (SRDE-II). Il définit les orientations en matière d’aides aux entreprises, de soutien à l’internationalisation, d’aides à l’investissement immobilier et à l’innovation des entreprises.

### La gestion des programmes européens
Autorité de gestion des fonds européens FEDER, FEADER et une partie du FSE. Avec le FEADER, les régions deviennent responsables de l’écriture et de la bonne mise en œuvre de programmes opérationnels régionaux, les Programmes de Développement Ruraux (PDR) régionaux .